# 珀西·肖
珀西·肖 OBE （1890年4月15日—1976年9月1日），英國發明家和商人，以在1934年發明貓眼而著名，並在1935年開設公司生產貓眼。

## 生平

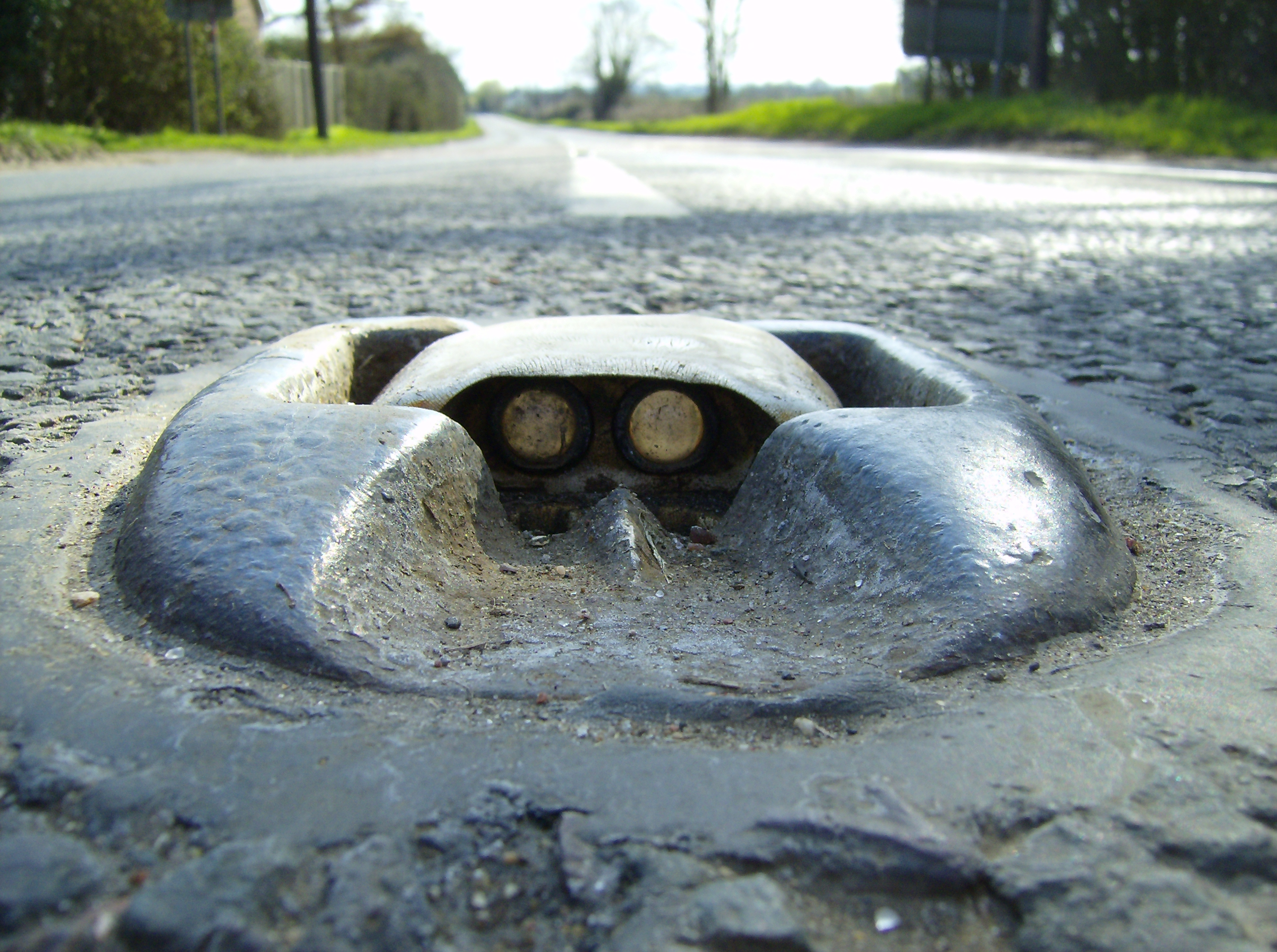
英国式猫眼配置的反射球面区域

珀西·肖生於西約克郡哈利法克斯，有六名兄弟姊妹，他在父母7名子女中排第4。肖在13歲時便離開學校，在一家紡織廠上班，後來成為拉絲工學徒，但薪水太低並不吸引，很快他便去了當地不同工廠上班，第一次世界大戰爆發後，他與父親一起加入新興產業，負責維修用來生產彈藥的小型機械工具。他父親在1929年去世後，珀西便成立了自己的道路維修公司。
肖最著名的發明是貓眼。關於貓眼的靈感有多種說法，最著名的是他在一晚駕車時看到柵欄旁的一隻貓看著他的車，眼睛將前燈反射回他身上，使他能改正並駛回正確道路。但他在接受艾蘭·維克時卻說他在一個霧晚受到啟發，想到了一種將路標上的反光釘移動到路面的方法。此外，另一說法是他一個霧晚看到電車軌道把他的前照燈反射回車上，而軌道則因為受到電車行駛而擦亮。
1934年，他基於1927年反光鏡專利上，成功申請貓眼專利（專利號436,290和457,536）。一年後成立了反射路釘有限公司用來生產貓眼。初期銷售不佳，但得到英國運輸部批准應用和第二次世界大戰爆發下導致的停電，貓眼訂單大幅上升，並出口至全球各地。他的發明使他在1965年獲得大英帝國勳章。
珀西·肖在1976年9月1日去世，享年86歲。

## 紀念
在哈利法克斯寬街（Broad Street），有一家酒吧以肖命名。哈利法克斯公民信託亦為他豎立藍色牌匾。